# نيكولاوس جيزيس

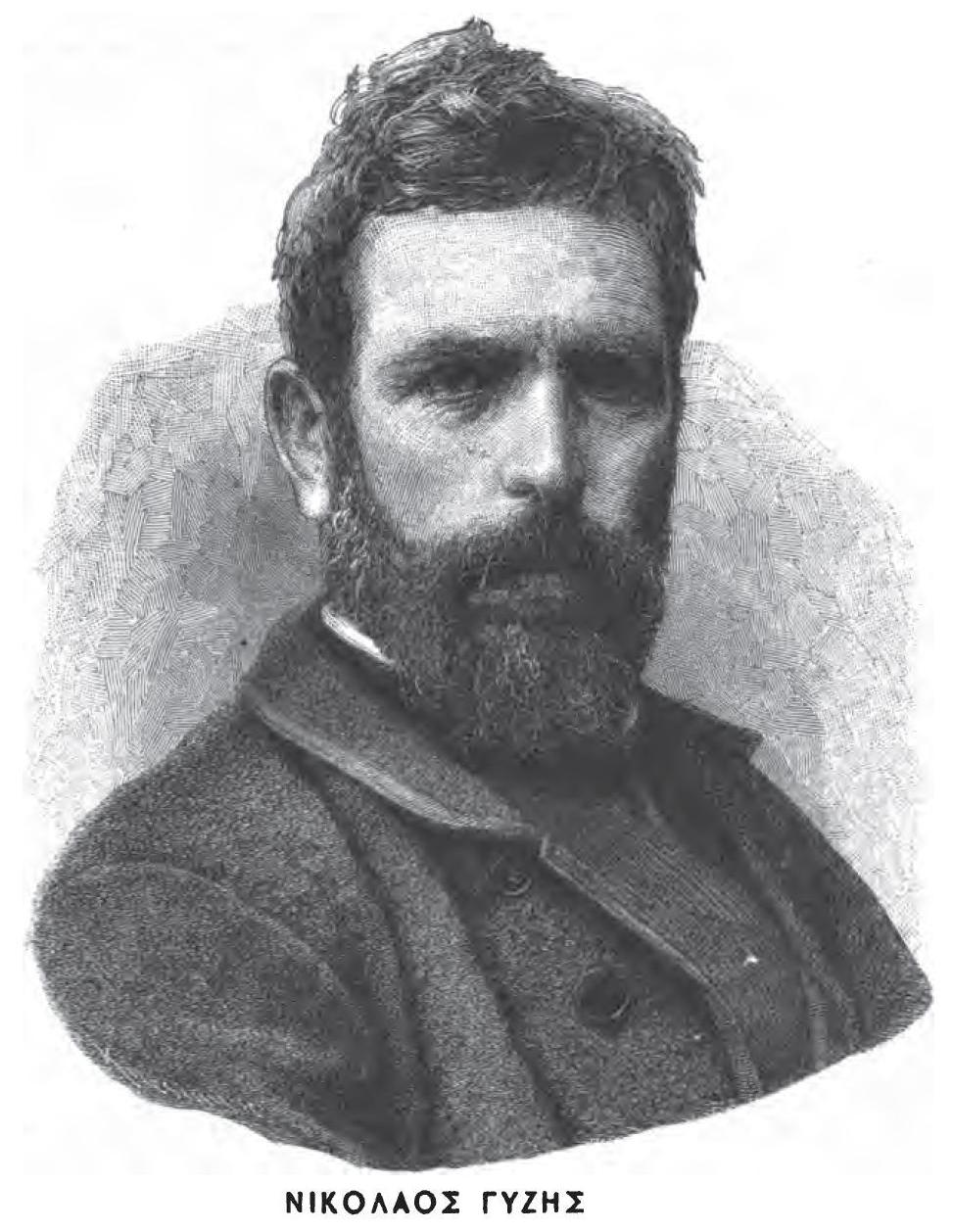
نيكولاوس جيزيس

نيكولاوس جيزيس (باليونانية: Νικόλαος Γύζης, وبالألمانية: Nikolaus Gysisel) فنان تشكيلي من أصل يوناني، وبعد أنتهاءِه من دراستهِ الأولية التحق بمدرسة الفنون الجميلة في أثينا ثم أنتقل بعد ذلك إلى أكاديمية الفنون في مدينة ميونخ حيث كان يدرس بها تلاميذهِ بعدما نقل إليهِ التأثيرات الفنية اليونانية.
وبعد زيارته لمدينة ميونخ سنة 1869 تأثر بالعالم الفرنسي غوستاف كوربيه وقد أقام معرض هناك وقد كان لسفرهِ برفقةِ زميلهِ ليتراس إلى الأناضول منبعا لإيحاءات جديدة جعلت ملامح الشرق تبرز في لوحاته بشكل واضح.

## أعماله
ظهر في أعمال جيزيس تدرج واضح من الواقعية إلى الانطباعية، ورسم لوحات كثيرة تجسدت فيها مظاهر من الحياة الأسرية والطفولة بوجه خاص وأشتهرت لوحاته بشكل كبير وقد عبرت هذه اللوحات عن الاعتقاد الذي ساد في عهد الدولة العثمانية بوجود مدارس أرضية في اليونان لتلقين الأطفال اليونانين مبادئ اللغة اليونانية والمسيحية الأرثوذكسية بالرغم من أن أغلب المؤرخين لم يؤكدوا حقيقة تواجد مدارس كهذه 

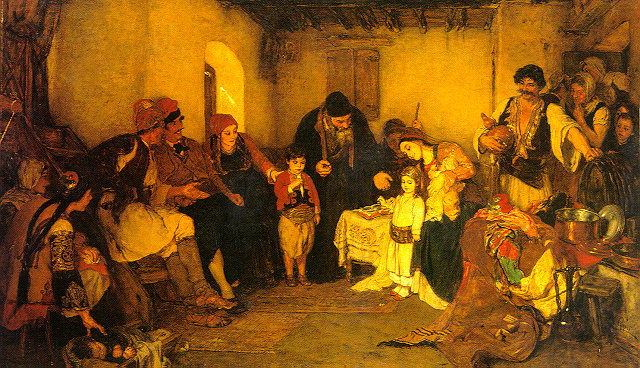
إحدى لوحات نيكولاس جيزيس

## روابط خارجية
- نيكولاوس جيزيس على موقع ميوزك برينز (الإنجليزية)